# مطار دوفيل نورماندي
مطار دوفيل نورماندي (بالإنجليزية: Deauville – Normandie Airport)‏؛ هو مطار دولي يخدم مدينة دوفيل في فرنسا. تأسس في العام 1931.